# Marathon van Madrid 1995
De marathon van Madrid 1995 werd gelopen op zondag 30 april 1995. Het was de achttiende editie van deze marathon.
De wedstrijd bij de mannen werd gewonnen door de Spanjaard Juan-Antonio Crespo in 2:19.20. Bij de vrouwen was, net als een jaar eerder, een Russische het snelste. Alina Gubeyeva won de wedstrijd in 2:48.54.

## Uitslagen

### Mannen
| rang   | naam                | land | tijd    |
| ------ | ------------------- | ---- | ------- |
| Goud   | Juan-Antonio Crespo | ESP  | 2:19.20 |
| Zilver | Jesus de Grado      | ESP  | 2:20.58 |
| Brons  | Adriano Carvalho    | POR  | 2:22.52 |
| 4      | Igor Izyumov        | RUS  | 2:23.01 |

### Vrouwen
| rang   | naam           | land | tijd    |
| ------ | -------------- | ---- | ------- |
| Goud   | Alina Gubeyeva | RUS  | 2:48.54 |
| Zilver | Maria Lopez    | ESP  | 2:53.34 |

1978 ·
1979 ·
1980 ·
1981 ·
1982 ·
1983 ·
1984 ·
1985 ·
1986 ·
1987 ·
1988 ·
1989 ·
1990 ·
1991 ·
1992 ·
1993 ·
1994 ·
1995 ·
1996 ·
1997 ·
1998 ·
1999 ·
2000 ·
2001 ·
2002 ·
2003 ·
2004 ·
2005 ·
2006 ·
2007 ·
2008 ·
2009 ·
2010 ·
2011 ·
2012 ·
2013 ·
2014 ·
2015 ·
2016 ·
2017